# فری کلاس تی
فری کلاس تی (به انگلیسی: T-class ferry) یک کلاس از کشتی است که طول آن ۴۹٫۵۳ متر (۱۶۲ فوت ۶ اینچ) می‌باشد.